# Ali Elmusrati
Almoatasembellah Ali Mohamed Elmusrati, hay Ali Elmusrati hay Ali Al Musrati (tiếng Ả Rập: المعتصم بالله علي محمد المصراتي; sinh ngày 6 tháng 4 năm 1996) là một cầu thủ bóng đá người Libya. Anh hiện tại thi đấu ở vị trí tiền vệ cho Braga.

## Sự nghiệp quốc tế

### Bàn thắng quốc tế
Tỉ số và kết quả liệt kê bàn thắng của Libya trước.
| #  | Ngày                | Địa điểm                                            | Đối thủ    | Tỉ số | Kết quả | Giải đấu                 |
| -- | ------------------- | --------------------------------------------------- | ---------- | ----- | ------- | ------------------------ |
| 1. | 6 tháng 9 năm 2015  | Sân vận động Thể thao Petro, New Cairo, Cabo Verde  | Cabo Verde | 1–1   | 1–2     | Vòng loại CAN 2017       |
| 2. | 7 tháng 10 năm 2017 | Sân vận động Mustapha Ben Jannet, Monastir, Tunisia | CHDC Congo | 1–1   | 1–2     | Vòng loại World Cup 2018 |